# Kukkaro (ö i Kuhmois)
Kukkaro är en liten ö i Finland. Den ligger i sjön Päijänne och i kommunen Kuhmois i den ekonomiska regionen  Jämsä och landskapet Mellersta Finland, i den södra delen av landet, 150 km norr om huvudstaden Helsingfors. Öns area är 5,9 hektar och dess största längd är 380 meter i sydväst-nordöstlig riktning.